# Мильяччо, Лючия
Лючия Мильяччо, герцогиня ди Флоридия (19 июля 1770, Сиракузы — 26 апреля 1826, Неаполь) — вторая супруга короля Обеих Сицилий Фердинанда I. Из-за морганатического характера их брака Лючия никогда не была королевой.

## Биография
Она была дочерью Винченцо Мильяччо, герцога ди Флоридия, и его жены-испанки Доротеи Борджиа деи Маркези дель Казале. Она унаследовала герцогство её отца.
Её первым мужем был Бенедетто Грифео, принц ди Партанна. У них было пятеро детей: Джузеппе, Марианна, Винченцо, Леопольдо и Луиджи.
27 ноября 1814 года Лючия вышла замуж за короля Фердинанда I. Невесте было сорок четыре года, а жениху шестьдесят три. Их брак вызвал скандал, поскольку он был заключён 8 сентября 1814 года, всего через три месяца после смерти его первой жены, королевы Марии Каролины Австрийской. Протокол требовал носить траур не меньше года. К тому времени Фердинанд уже практически отрёкся от престола, назвал своего старшего сына принца Франциска своим регентом и практически передав ему бразды правления. Его покойная супруга Мария Каролина сама считалась фактической правительницей Сицилии до 1812 года. Лючия имела очень мало влияния и не интересовалась политикой.
Фердинанд был восстановлен на троне Неаполитанского королевства по праву победы в битве при Толентино 3 мая 1815 года над Иоахимом Мюратом. 8 декабря 1816 года он объединил престолы Сицилии и Неаполя под именем трона Обеих Сицилий, где Франциск всё также исполнял обязанности регента, а Лючия была его морганатической супругой.
Фердинанд продолжал править до своей смерти 4 января 1825 года. Лючия пережила его на год и три месяца. Она была похоронена в церкви Сан-Фердинандо в Неаполе.